# Barouche

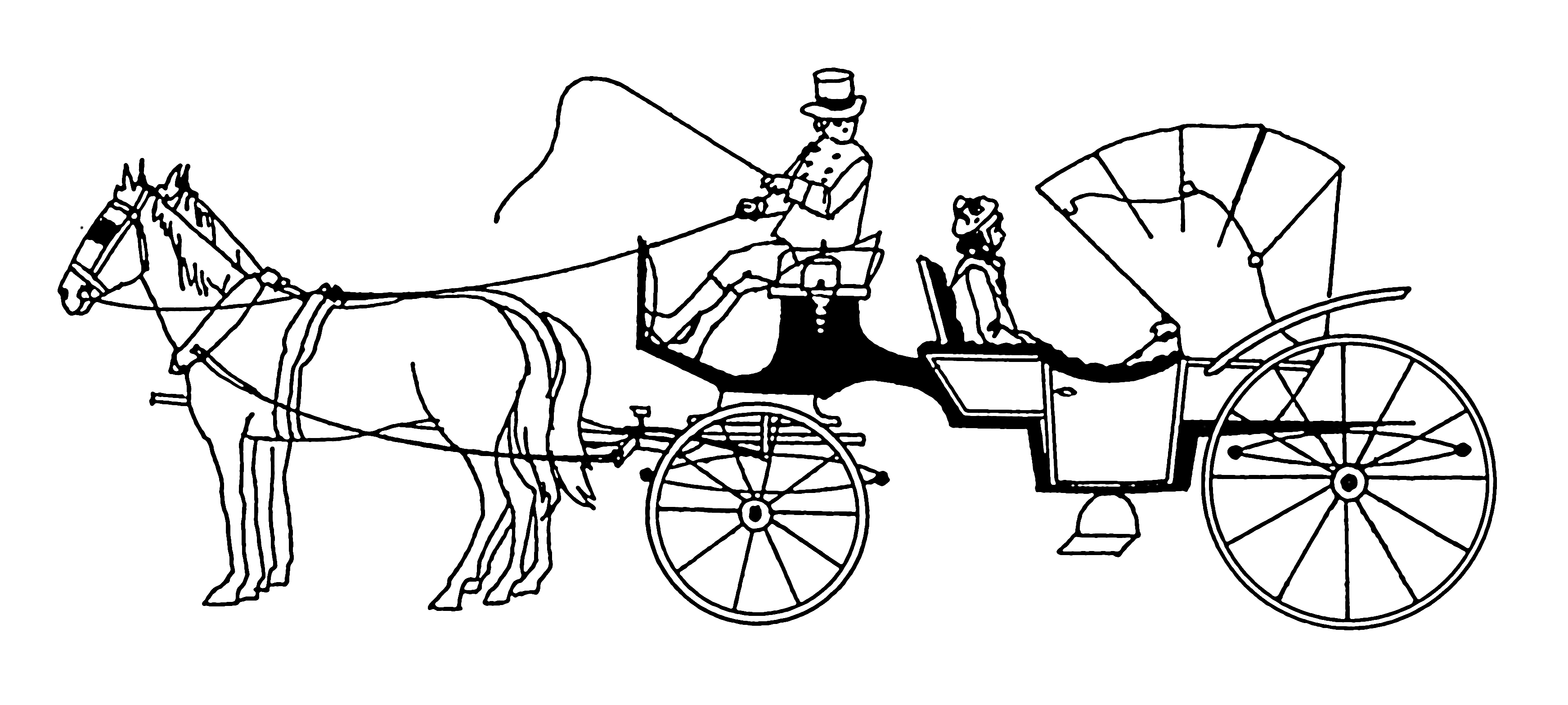
Frühe Barouche (um 1810)

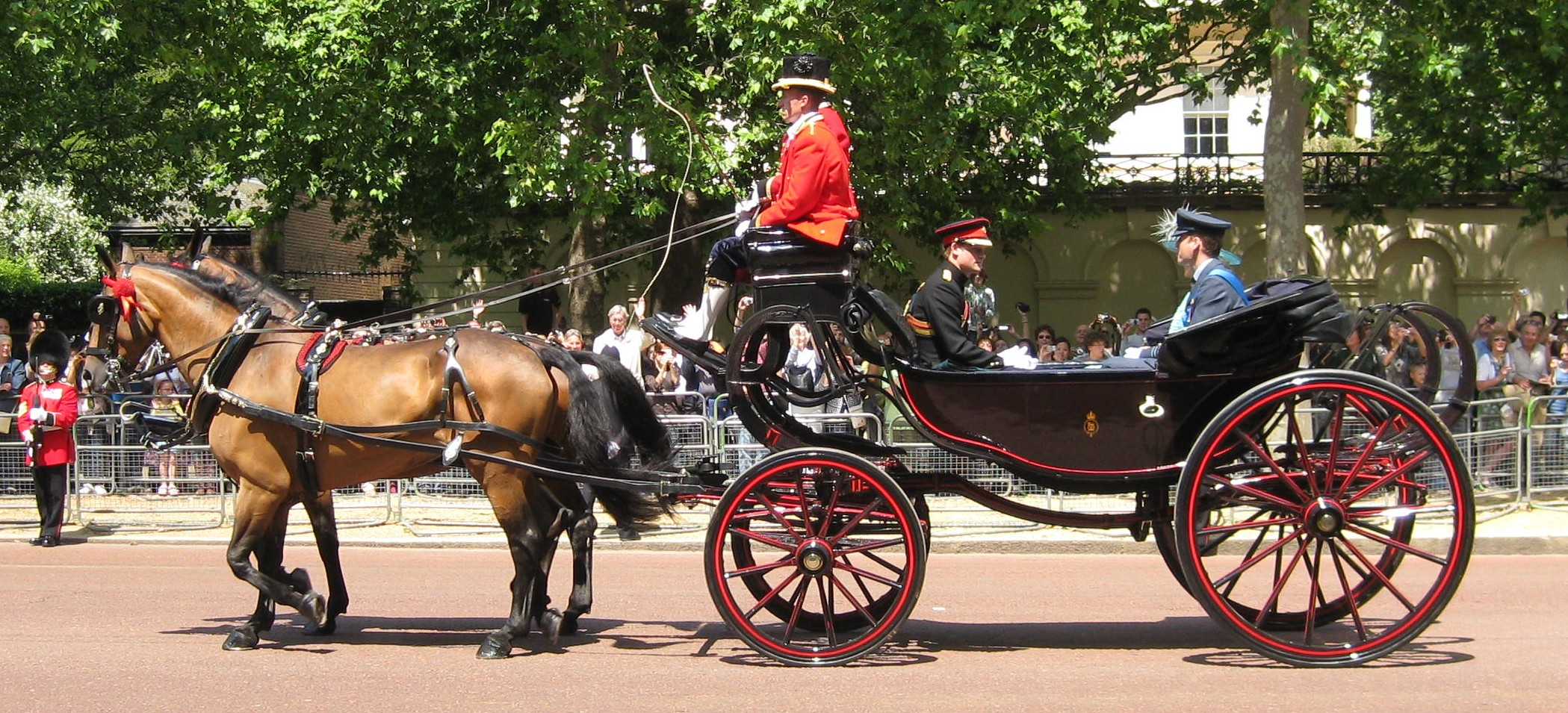
Barouche mit aufgehängtem Wagenkasten an einem Anlass des britischen Königshofs mit den Prinzen William und Henry von Wales im Jahr 2009

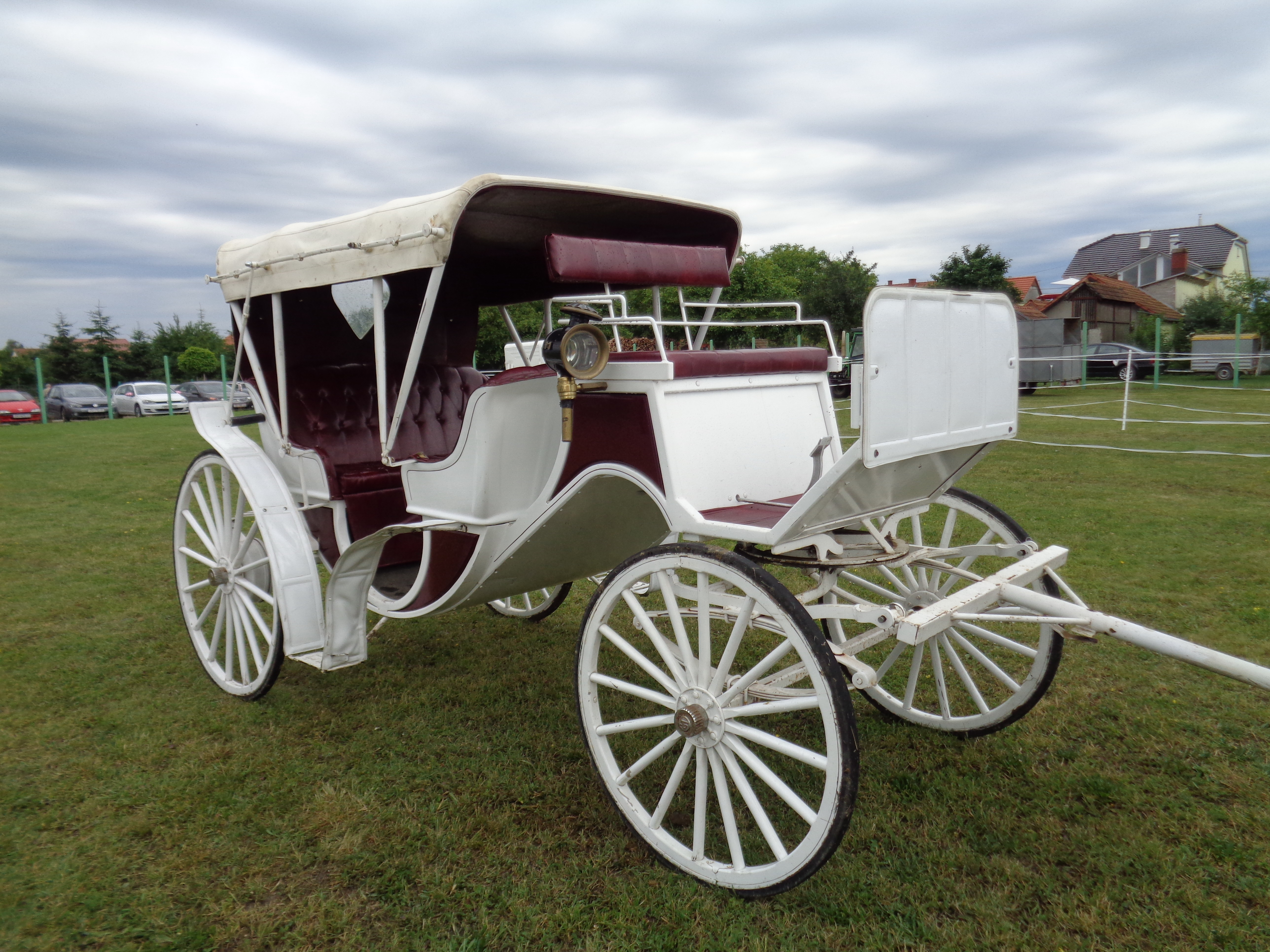
Eine weiße Barouche auf der Messe „MESAP“ in Nedelišće bei Čakovec, Kroatien (2016)

Die Barouche ist ein luxuriöser, vierrädriger, offener, zweispänniger Pferdewagen. Es wird von einem Kutscher auf einem hoch gesetzten Bock gefahren. Im Zuge einer Weiterentwicklung wurde die Barouche zierlicher; spätere Versionen haben einen bootsförmigen Wagenkörper, der zur besseren Federung an Stahlfedern und Lederriemen aufgehängt ist. Er enthält zwei Sitzbänke für insgesamt vier Passagiere, die sich gegenübersitzen. Für die hintere Bank gibt es ein Klappverdeck. Nicht alle Barouches haben Türen zum Fond.
Die Barouche ist, wie die kleinere Barutsche, eine Weiterentwicklung der Kalesche. Der Fahrzeugtyp entstand gegen Ende des 18. Jahrhunderts in Frankreich und war auch in Großbritannien und Deutschland verbreitet.
Das Fahrzeug war für seinen Besitzer vor allem ein Prestigeobjekt und Statussymbol. Es wurde dementsprechend aufwendig unter Verwendung hochwertiger Materialien gebaut, war gut gefedert und komfortabel ausgestattet. Die meist aufwendige Lackierung wurde oft durch ein Wappen oder Monogramm ergänzt. Die Barouche diente sowohl für offizielle Anlässe hochgestellter Persönlichkeiten wie auch deren Spazier- und Vergnügungsfahrten. Sie ist kein Reisewagen und bietet entsprechend ihrem Verwendungszweck kaum Möglichkeiten, Gepäck mit zu führen.
Ihren Höhepunkt als Statussymbol erlebte die Barouche in den 1830er bis 1840er Jahren und kam danach allmählich aus der Mode. Barouches werden heute noch von Königs- und Adelshäusern für Paraden verwendet; sie waren zudem stets eine naheliegende Wahl für Hochzeitsfahrten und werden in manchen Städten touristisch genutzt.
Der Begriff wurde selten auch im frühen Automobilbau verwendet. Hier bezeichnete er eine Ausführung des Landaulet de Ville mit offenem Chauffeurabteil und geschlossenem Fond mit zwei gegenüberliegenden Sitzbänken; über dem hinteren ließ sich das Dach mittels Klappverdeck öffnen. Diese Bauform hielt sich deutlich länger als die Bezeichnung Barouche.